# Scopa (gioco)
La scopa è un popolare gioco di carte italiano, giocato con un mazzo di quaranta carte con valori da 1 a 10. Il nome del gioco si riferisce al fatto che chi vince solitamente prende buona parte delle carte in gioco, quindi le "scopa" via.

## Storia
Risulta già diffusa in tutt'Italia nel XVIII secolo, ma non risultano testimonianze precedenti della sua origine.
Nel passato il gioco della scopa andava di moda nella città di Napoli durante il XVIII secolo. Si pensa che abbia avuto origine dai due giochi di origine spagnola denominati "Primiera" e "Scarabucion". Questo affascinante passatempo era molto praticato nel Quattrocento nella zona del porto di Napoli, dove pirati e pescatori si fermavano a giocarsi i bottini conquistati nei vari assalti alle navi mercantili.

## Il gioco

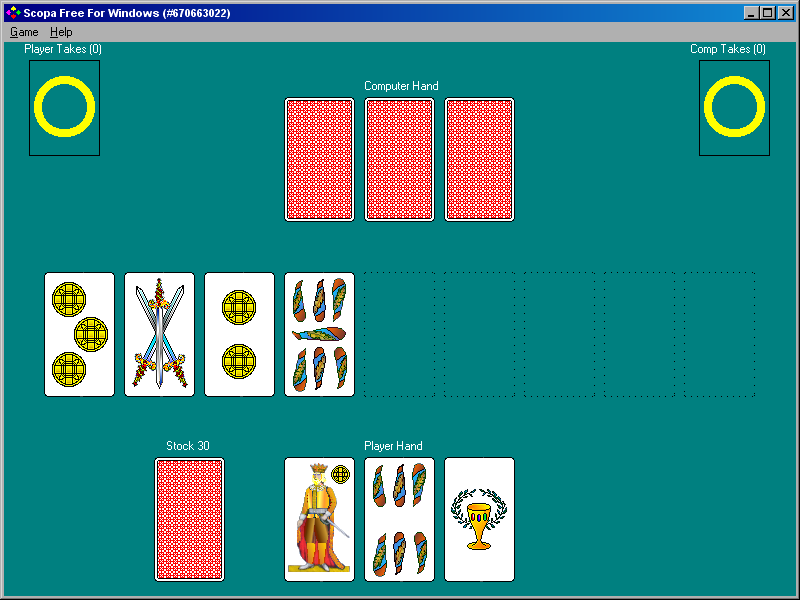
Impostazione iniziale per due giocatori

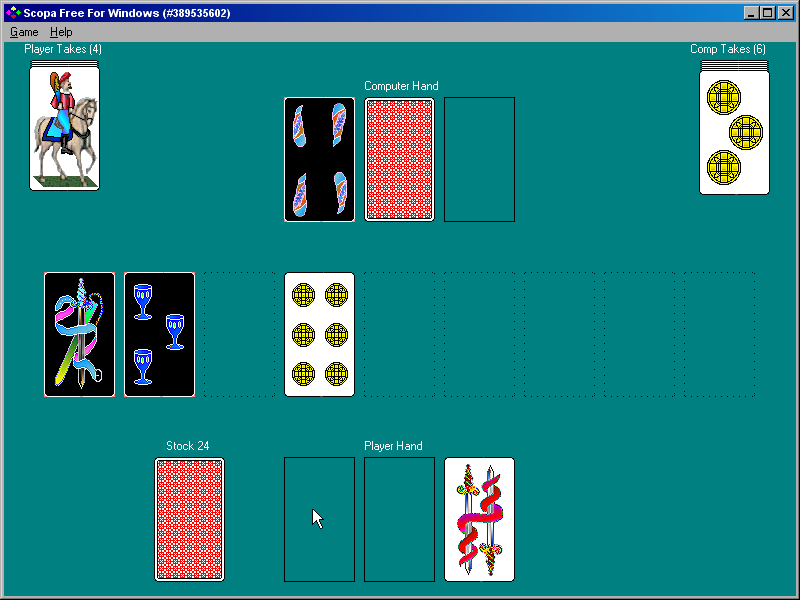
Con un 4 è possibile prendere le carte 3 ed 1 presenti sul tavolo.

Si può giocare singolarmente, in due o in tre, oppure in squadra, in quattro a due coppie contrapposte o in sei a due triplette contrapposte. In caso si giochi in squadre (coppie o triplette) i giocatori si alternano al posto in modo che dopo un giocatore di una squadra giochi un giocatore di un'altra.
Nel caso in cui si usino carte a semi francesi (es. milanesi, piemontesi, genovesi o toscane), la corrispondenza dei semi è Cuori→Coppe, Quadri→Denari, Fiori→Bastoni e Picche→Spade.
Il mazziere della prima mano viene scelto per comune accordo, per sorteggio o con la distribuzione di carte scoperte fino all'uscita della "matta" (Re di Denari), che rende mazziere chi la riceve. Prima di distribuire le carte, il mazziere fa "tagliare" il mazzo dal giocatore alla propria destra. Il mazziere cambia ad ogni mano, procedendo sempre in senso orario.
Il mazziere distribuisce una carta a testa coperta fino ad arrivare a tre a ciascun giocatore, poi mette quattro carte scoperte in banco. Quando tutti i giocatori hanno giocato tutte le proprie carte, il mazziere distribuisce una nuova mano di tre carte coperte a ciascun giocatore: questo si ripete fino a esaurimento del mazzo. Varianti della distribuzione delle carte prevedono di distribuirne sei, nove o diciotto in due giocatori, sei per tre giocatori o nove per quattro giocatori. Se tre o quattro delle carte iniziali sul banco sono Re, generalmente la mano non viene giocata e si effettua una nuova distribuzione delle carte, in quanto nessuno potrebbe fare scopa in alcun modo.
Ogni giocatore, a partire da quello a destra del mazziere e procedendo in senso antiorario, cala una carta fino a esaurimento delle carte. Se la carta giocata è di valore uguale a quello di una carta o alla somma dei valori di più carte che si trovano sul tavolo, il giocatore prende la carta da lui giocata e quella o quelle di valore corrispondente e le pone coperte in un mazzetto di fronte a sé, altrimenti lascia la carta sul tavolo. Se vi sono diverse combinazioni di carte che il giocatore può prendere giocando la sua carta e tra di esse vi è una singola carta dello stesso valore, il giocatore è obbligato a prendere solo la carta dello stesso valore di quella giocata. Se invece vi sono più combinazioni composte da un diverso numero di carte e nessuna carta in tavola con il valore della carta calata, il giocatore può scegliere la combinazione che più gli conviene o piace. Ad esempio, se vi sono sul tavolo un tre, un cinque e un fante, il giocatore giocando un fante (valore 8) può prendere solo il fante; se in tavola ci sono un asso (valore 1), un tre, un quattro e un cinque, il giocatore, giocando un cavallo (valore 9), può scegliere se prendere asso, tre e cinque oppure quattro e cinque, a suo piacimento.
Tutte le carte eventualmente rimaste sul tavolo al termine dell'ultima mano vengono prese dal giocatore che ha preso per ultimo.
Se un giocatore, con una giocata singola, riesce a prendere tutte le carte che si trovano sul tavolo in quel momento, realizza una scopa, che vale un punto, a meno che non sia effettuata con l'ultima carta giocata nella mano, in tale caso non vale nulla. Per contrassegnare la scopa effettuata il giocatore pone di traverso, nel mazzetto delle sue prese, una carta scoperta (solitamente quella che ha usato per fare scopa).

### Punteggio

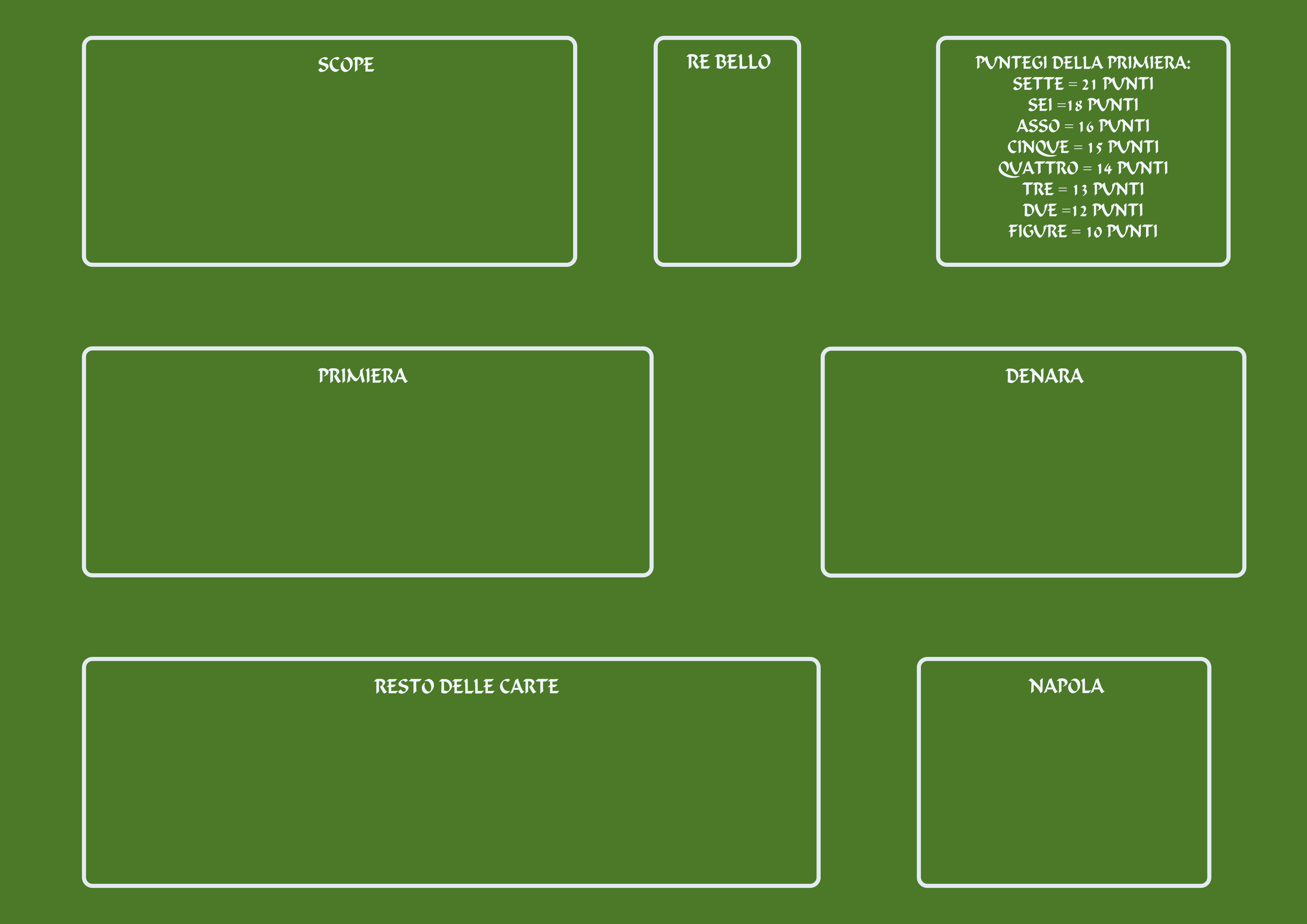
Tabellone per il calcolo dei punteggi della scopa.

Al termine di ogni mano sarà calcolato il punteggio ottenuto da ciascun giocatore o, se si gioca a coppie, da ciascuna coppia di giocatori. In alcuni paesi viene utilizzato il tabellone a lato per semplificare la divisione delle carte e il calcolo dei punti totalizzati dal giocatore, o dalla coppia.
- Scope: ogni scopa effettuata vale un punto (se non è effettuata con l'ultima carta giocata e se segnata con una carta girata a fine partita);
- Carte (o "Lunga"): il giocatore o la squadra che ha raccolto più carte nel mazzo delle prese ottiene un punto (è quindi necessario prendere almeno ventuno carte a meno di giocare in tre, caso in cui bisogna prendere almeno quattordici carte).
- Denari (o "Ori"): il giocatore o la squadra che ha preso più carte di denari/quadri (almeno sei) ottiene un punto.
- Settebello (o "Piricchio"): il giocatore o la squadra che ha preso il sette di denari/quadri ottiene un punto (il sette di denari viene conteggiato anche tra i denari per l'assegnazione del punto di denari e come sette nel calcolo della Primiera).
- Primiera o Settanta: viene assegnato un punto al giocatore o alla coppia di giocatori che totalizza il maggior punteggio con quattro carte, una per seme, con i seguenti valori, tratti dal gioco della stoppa:

| Valore carta    | 7  | 6  | Asso | 5  | 4  | 3  | 2  | Re | Cavallo | Fante |
| --------------- | -- | -- | ---- | -- | -- | -- | -- | -- | ------- | ----- |
| Valore Primiera | 21 | 18 | 16   | 15 | 14 | 13 | 12 | 10 | 10      | 10    |

Ciascun giocatore somma i valori delle quattro carte e chi totalizza il punteggio più alto realizza la Primiera; bisogna aver preso almeno una carta per ciascun seme, altrimenti la Primiera è detta nulla poiché non può essere calcolata. Il massimo valore della Primiera è 84 (7 di Spade, 7 di Denari, 7 di Bastoni, 7 di Coppe).
In caso di parità per Carte, Ori e Primiera il relativo punto non viene assegnato; l'unico punto che viene sempre assegnato è quello del Settebello.

### Varianti del punteggio
In una delle varianti più diffuse, se la Primiera è composta da tutti e quattro i 7 si dice "Settanta" e vale un ulteriore punto aggiuntivo (uno per la Primiera più uno per il possesso di tutti i 7). Per il calcolo dei punti della primiera in Veneto viene usato un sistema diverso: ogni carta ha il suo valore nominale (il 7 vale 7, il 6 vale 6...) tranne l'asso, che vale 5,5, e le figure, che valgono 0,5.
A Milano invece si usa dare il punto di Primiera al giocatore con più 7; solo in caso di pareggio si usano i 6 e in caso di ulteriore pareggio gli Assi.
Se tutti sono pari, il punto non viene assegnato.
Altre varianti nei punti in uso sono:
- Rebello: rappresenta il Re (10) di denari/quadri e vale un punto per chi lo prende. Prima della partita si può decidere se metterlo in vigore oppure no. Insieme al Settebello è l'unico punto che viene sempre assegnato (quando lo si fa valere). In Sicilia viene usato in alternativa alla Primiera (prima di iniziare la partita si decide se giocare con Rebello o Primiera).
- Rosmarino: rappresenta il Jack (8) di Spade/Picche e vale un punto per chi lo prende. Prima della partita si può decidere se metterlo in vigore oppure no. Insieme al Settebello è l'unico punto che viene sempre assegnato (quando lo si fa valere).
- Napoletana/Napola: in questa variante (usata per esempio nella scopa d'assi) il giocatore o la coppia di giocatori che prende l'asso, il due e il tre di denari ottiene tre punti; se però il giocatore ha preso anche il quattro di denari, ne ottiene quattro; se ha preso anche il quattro e il cinque, ne ottiene cinque; se ha preso anche il quattro, il cinque e il sei, ne ottiene sei e così via. La napola da 10 punti, che si realizza quando il giocatore prende tutte le carte di denari, si chiama anche "Napoleone", "cappotto" o "maratona"[6]. Il numero massimo di punti realizzabili in un'unica mano in una partita con la napola è 32 (4 punti di mazzo + 18 punti di scopa + 10 punti di napola). Alcuni osservano la regola secondo la quale se si fa un Napoleone si vince immediatamente e automaticamente la partita[7], a prescindere dal punteggio del momento. Se nessun giocatore riesce a prendere asso, due e tre di denari, nessun punto aggiuntivo viene assegnato.

### Vittoria
I punti ottenuti in ogni mano vengono sommati a quelli ottenuti nelle mani precedenti; la partita è vinta dal giocatore o dalla squadra che per primo raggiunge o supera il punteggio prefissato (tipicamente 11 punti, se si gioca in due giocatori; 16 punti, se si gioca in tre giocatori; o 21 punti, se si gioca a squadre).
Se, tra i giocatori o le squadre, si giunge alla fine della partita a parità di punteggio, si dovrà continuare a giocare fino a quando (alla fine di un turno di gioco) un giocatore o una squadra non avrà raggiunto un punteggio superiore rispetto all’avversario.
Nel caso in cui in una partita tra singoli giocatori si stesse giocando in tre e si giungesse a determinare il raggiungimento dei punti necessari a vincere, ma a parità di punteggio (anche solo tra due dei tre giocatori), tutti e tre i giocatori continueranno a giocare fino a quando (alla fine di un turno di gioco) uno dei tre giocatori non avrà raggiunto un punteggio superiore rispetto agli avversari.

## Varianti
Esistono numerose varianti del gioco.
Asso pigliatutto detta anche Scopa d'assiVariante nella quale giocando un asso si prendono tutte le carte in tavola; la presa può valere o meno come scopa a seconda degli accordi tra i giocatori.
Bàzzica scopaQuesto gioco si può definire una scopa con gli accusi. Le regole sono identiche alla normale scopa in due, con la differenza che è possibile ottenere ulteriori punti tramite particolari combinazioni di carte in mano, dette "accuse":
- tre carte uguali: 7 punti;
- tre carte la cui somma dà nove o meno di nove: 2 punti se le tre carte sono tutte diverse, 3 punti se almeno due delle tre carte sono uguali.

Il giocatore che accusa deve scoprire le carte quando tocca a lui; nell'ultima mano le carte sono date scoperte a entrambi i giocatori anche se nessuno accusa, anche se è comunque consentito accusare secondo le regole sopra citate. La partita termina ai 21 punti.
CirullaVariante originaria della Liguria, che prevede punteggi aggiuntivi per combinazioni particolari di presa e l'uso dell'asso in maniera simile a quello dell'Asso piglia tutto.
Cicera BigiaVariante bresciana (detta anche Cicera o Ciccia), giocata con un mazzo di cinquantadue carte in quattro giocatori, divisi in due squadre. Ogni giocatore riceve una mano di tredici carte e il gioco procede in modo simile alla scopa, ma con un diverso sistema di punteggio.
MarescialloÈ una scopa d'asso con quattro carte in tavola e tre carte distribuite a ciascun giocatore. Valgono le regole della scopa d'asso con la napola e i quattro punti di mazzo più le scope, ma con l'handicap del "maresciallo", il Re di picche, che penalizza di un punto chi lo prende e di ben quattro punti chi, malauguratamente, lo utilizza per fare scopa. In tale variante la donna di quadri può essere affiancata al settebello e valere un punto aggiuntivo (si dice "polacca"), mentre da sola non conta nulla.
In alcune zone dell'Italia centrale viene dato un valore negativo anche alla donna di picche ("saponificatrice"), che, se presa insieme al "maresciallo", costa un ulteriore punto di penalità (la donna di picche da sola invece non ha effetti nefasti).
Più affascinante la versione con ottanta carte (due mazzi da quaranta carte), cinque carte a testa ai giocatori per ogni mano (quindi quattro mani in totale per partita) e nessuna carta sul tavolo. Le regole sono le stesse, con la possibilità di punti doppi (due settebelli, due polacche, due "napole"), ma anche doppia penalità con re e donna di picche (due marescialli e due saponificatrici per un totale di quanto punti in meno). Carta uguale non può prendere carta uguale (per esempio il 5 di picche non può essere preso con l'altro cinque di picche) tranne che per fare scopa, ed in questo caso la scopa vale non uno ma tre punti. Se si fa scopa di re di picche sull'altro re di picche ("maresciallone") si guadagnano ben dieci punti, mentre la scopa di re di picche su altre carte porta quattro punti di penalità, come di consueto.
RubamazzettoIl Rubamazzo (o Rubamazzetto) è una variante molto più semplice della scopa, in cui quando un giocatore effettua una presa deve mettere le carte sul suo mazzetto con la faccia rivolta verso l'alto, cioè scoperte. Se un giocatore ha una carta di valore uguale alla prima in cima al mazzetto dell'avversario, può usarla per rubargli il mazzetto e quindi aggiungere tutte le carte dell'avversario alle proprie, per poi porre nuovamente in cima al suo mazzo la carta che ha usato per rubare il mazzetto, e il suo mazzetto può essere rubato a sua volta dagli avversari. Generalmente non si calcolano i punti tradizionali della scopa ma soltanto il numero di carte prese.
Rubamazzetto a sommeIl Rubamazzetto a somme è una variante del Rubamazzetto classico, ma in cui una carta può prendere più carte in base alla loro somma. Per esempio se in campo ci sono un 3 di picche, un 2 di quadri, e il mazzo dell'avversario finisce con un 4 di cuori, se si ha in mano una qualsiasi Regina (di valore 9) si possono prendere tutte e tre le carte. La carta con cui si ha preso deve essere posta in cima al proprio mazzo, in questo caso la Regina.
Scopa a FidasseNella "scopa a fidasse" (scopa a fidarsi) si ha la possibilità di fare scopa pur non avendo la carta di valore corrispondente a quella o quelle in terra. Qualora uno dei giocatori dovesse "fare" scopa, deve dire agli altri "-vi fidate? (-ti fidi?, se giocano solo in due)". In base alle risposte degli avversari ci si comporta di conseguenza; qualora si risponde di sì, la scopa rimane fatta e non deve esser fatta vedere, mentre se la risposta è no, si avranno due casi possibili: 
1. se si è detto di no ed effettivamente la scopa è falsa, viene annullata e viene tolto un punto a chi ha posto la domanda;
2. se si è detto no e la scopa invece è vera, il punto viene tolto a chi non si è fidato.

Scopa a cascinaSi gioca in due o in quattro (a coppie). Aggiunge la regola di poter giocare una carta sopra a una di quelle in tavola, se si possiede una carta che permette di catturarle entrambe al giro successivo. Altri giocatori possono catturare la cascina giocando una carta di punteggio pari alla somma di quelle della cascina, sia incrementando il valore della cascina aggiungendo una carta, ma devono rispettare la regola di avere una carta che possa catturare la cascina al giro successivo. Quando si cattura la cascina se c'è in tavola una carta di valore pari alla cascina si cattura anche questa. Nel calcolo del punteggio non viene considerata la primiera, ma il 2♦ vale un punto.
Scopa a quindiciIn questa variante si può effettuare una presa anche quando la somma della carta giocata e quella/e sul tavolo che si vogliono raccogliere è uguale a quindici: ad esempio, se vi sono sul tavolo un asso, un tre, un quattro, un cinque e un fante, il giocatore giocando un sei può prendere asso e fante (6 + 1 + 8 = 15) o quattro e cinque (6 + 4 + 5 = 15). Non può invece prendere asso, tre e cinque (6 + 1 + 3 + 5 = 15), combinazione formata da un maggior numero di carte (in questo caso si deve prendere sempre la combinazione con il minor numero di carte).. Da questa variante ne è derivata un'altra, Escopa.
Scopa a undiciAggiunge alle regole normali la possibilità di fare una presa con una carta se il totale della carta giocata e di quelle prese è undici. Per esempio con un fante è possibile prendere un tre. È possibile fare questa presa anche se la carta giocata è presente sul tavolo.
Scopa a non prendere o al menoVariante della scopa. Si gioca in quattro o in sei, ognuno singolarmente, distribuendo tutte le carte. I punteggi sono gli stessi della scopa e se si può prendere si è obbligati a farlo. Il primo giocatore a raggiungere gli undici punti perde.
Scopa d'assivedi la variante Asso pigliatutto.
Scopa d'assi a "non prendere"
L'obiettivo principale della scopa d'assi “a non prendere” è quello di realizzare il minor numero possibile di punti. In questa particolare variante ognuno gioca per sé e non esistono squadre; solitamente il numero di giocatori è di quattro persone. All'inizio del gioco il mazziere distribuisce una mano di dieci carte. I punti vengono assegnati secondo le regole della scopa classica, salvo che in caso di parità invece di non essere assegnato il punto viene assegnato ad entrambi i giocatori. Il primo giocatore che totalizza per primo a undici punti perde.
Scopa di differenze o "sottratta"In questa variante per prendere più di due carte si deve giocare una carta che ne completi la differenza. Per esempio se sul tavolo vi sono un fante e un 2 per prendere è necessario giocare un 6, in modo tale da completare la differenza 8 - 2 = 6. Allo stesso modo se sul tavolo ci sono un asso, un Re e un 7 per prendere si deve giocare un 2, perché 10 - 7 - 1 = 2. Il metodo per prendere una sola carta sul tavolo rimane invariato, ossia giocare una carta che faccia coppia con quella che si desidera prendere, ovvero Fante e Fante, 5 e 5 ecc...
Scopa FRACDefinita scherzosamente "la scopa più elegante che c'è", in quanto si chiama come un tipico abito formale da uomo, in realtà il suo nome è soltanto l'acronimo di Fante, Re, Asso e Cavallo, ovvero le uniche carte che fanno ottenere punti in questa variante. Ognuna di queste carte vale infatti un punto, le altre zero, per un totale quindi di sedici punti nel mazzo (i quattro assi e le dodici figure). Al termine (si seguono le normali regole di giocata e di presa della scopa) i punti non vengono calcolati come nella scopa tradizionale, ma semplicemente assegnando un punto per ogni fante, asso, cavallo e re presi, e chi ha più punti nel proprio mazzo vince. Se si gioca in partita secca (un'unica mano), in caso di 8 a 8 vince chi ha preso il re di denari (che quindi in pratica è come valesse due punti); normalmente, però, la Scopa FRAC si gioca, esattamente come la scopa tradizionale, su più mani fino al raggiungimento di un punteggio prefissato (di solito 50 o 100), per cui in caso di 8 a 8 sono otto punti a testa e basta, con il re di denari che vale esattamente come le altre carte. A differenza della scopa tradizionale, se si gioca una carta e sul tavolo ce ne sia una di uguale valore sia due sia sommate danno lo stesso valore, non c'è l'obbligo di prendere quella singola.
Scopone e Scopone scientificoSi gioca esclusivamente in quattro giocatori. Nella variante più antica, comunemente detta scopone classico, il mazziere distribuisce nove carte a ciascuno e mette le ultime quattro scoperte sul tavolo. In un'altra variante, detta scopone a dieci, il mazziere distribuisce tutte le carte all'inizio di ogni mano, dieci per ciascun giocatore, senza metterne nessuna in tavola. Il termine scientifico viene talvolta usato per descrivere l'una o l'altra variante. Secondo la Federazione Italiana Gioco Scopone, l'uso di questo termine è però fuorviante, in quanto può essere applicato sia allo scopone classico (a nove carte) sia a quello a dieci.
SbarazzinaLa sbarazzina è un tipo di scopa molto popolare in Emilia; fa parte del gruppo delle Scope d’assi e assomiglia molto all'Asso pigliatutto. 
In questa variante, gli assi svolgono un ruolo particolare: se si gioca una di tali carte si ha il diritto di prendere tutte le carte che si trovano, scoperte, sul tavolo. Questa presa non conta per fatta scopa. L'obiettivo del gioco è di ottenere quarantuno punti.
Scopone romanoA Roma, il punteggio dello scopone viene calcolato diversamente: ogni denari vale un punto e il settebello due, la primiera e le carte rimangono invariati con un punto ciascuno, idem naturalmente per le eventuali scope; ne consegue che i punti a disposizione per ogni mano sono tredici (nove ori + settebello + carte +primiera) contro i quattro dello scopone standard. Con il diverso valore delle carte anche la tattica di gioco subisce un certo cambiamento: prese che contengono varie denari diventano allettanti e vengono effettuate anche a rischio di scope a ripetizione. Questo scopone può essere giocato sia con dieci carte a testa e nulla sul tavolo, sia con la versione nove carte a testa e quattro in tavola.
Scopone romano al contrarioQuesta variante si presta molto bene ad essere giocata al contrario (reverse o traversone), cioè a non prendere punti, quindi ognuno giocherà da solo, senza compagno; il numero ottimale di giocatori è di quattro-cinque persone, e si può giocare sia con tutte le carte distribuite in mano e sia con le carte scoperte sul tavolo (quest'ultima versione è la più adatta); in quest'ultimo caso se si gioca in quattro persone, saranno quattro le carte poste in tavola e nove quelle in mano ai giocatori, mentre in cinque persone saranno cinque sul tavolo e sette ai giocatori.
Il giocatore che per primo raggiunge o supera i ventuno punti esce dalla partita che continua con i rimanenti giocatori finché non ne restano due; a questo punto si gioca con quattro carte in tavola e sei a testa che vengono ridate fino all'esaurimento del mazzo. Il gioco finisce con l'uscita del giocatore che raggiunge o supera il limite dei ventuno punti lasciando vincitore l'avversario.
Tuzzulicchio e cocchiaundici (accoppia un 11)Variante barese della scopa, giocata con le carte napoletane. Usata soprattutto nel sud-ovest barese murgiano, ma ci sono "tracce" anche nel capoluogo pugliese e dintorni.
Nella versione Tuzzulicchio integrale, il gioco ha le stesse regole della scopa con asso pigliatutto, ma senza il re bello. La variante sta nel conteggio di alcuni punti. Infatti è come se si mischiassero le regole della scopa con quelle del tressette. Ovvero, qualora il giocatore si trovasse tra le mani due carte tra 1 e il 3 uguale, deve conteggiare a fine partita tre punti in più (è come se avesse fatto tre scope, generalmente tale punteggio viene segnalato da una carta coperta che viene differenziata dal mazzo delle carte prese). Nel caso il giocatore si ritrovasse con tre carte uguali i punti raddoppiano e diventano sei (nel caso suddetto le carte da "differenziare" dal mazzo sono due), in questi casi si parla di "Buongioco" e va dichiarato prima di giocare la prima propria carta. Nel caso invece, il giocatore avesse tra le tre carte prese due carte, tra l'1 e il 3, dello stesso colore, anche in questo caso guadagna subito i tre punti (segnalandolo come sopra) ma nel caso le carte dello stesso colore siano tre (asso, due e tre) allora i punti conquistati diventano sette (da segnalare con due carte differenziate dal mazzo, del valore di sei punti e una scopa). In tutt'e due questi casi si parla di "Napoli" e va dichiarata come sopra. Il modo di annunciare sia il "Buongioco" che la "Napoli" danno il nome al gioco stesso, infatti va fatto dando un piccolo buffetto alle carte (il tuzzulicchio appunto, dato anche dal caratteristico rumore che fanno le carte all'impatto con la mano) e dichiarando ad alta voce se trattasi di "Napoli" o "Buongioco".
- Esempi di Buongioco:

- asso + asso (denari, coppe, spade e bastoni) tre punti
- due + due (denari, coppe, spade e bastoni) tre punti
- tre + tre (denari, coppe, spade e bastoni) tre punti
- asso + asso + asso (denari, coppe, spade e bastoni) sei punti
- due + due + due (denari, coppe, spade e bastoni) sei punti
- tre + tre + tre (denari, coppe, spade e bastoni) sei punti

- Esempi di Napoli:

- asso + due (stesso palo (denari o coppe o spade o bastoni) tre punti
- asso + tre (stesso palo (denari o coppe o spade o bastoni) tre punti
- due + tre (stesso palo (denari o coppe o spade o bastoni) tre punti
- asso + due + tre (stesso palo (denari o coppe o spade o bastoni) sette punti.

In altri casi, invece, valgono gli "ibridi" di "Napoli" e "Buongioco"; es.:
Asso + (Asso+Due, dello stesso seme) valgono due "tuzzilicchi", cioè 6 punti; Asso + (Asso + Tre, dello stesso seme); Due + (Due + Tre, dello stesso seme) ecc. Di conseguenza il "Buongioco" (composto da tre carte di ugual valore, dell'1, 2 e 3) assume un valore di due "tuzzoli" cioè sei punti, mentre la "Napoli" (composta da tre carte dello stesso seme 1, 2 e 3) assume un valore pari a sette punti, cioè due "tuzzili" e una scopa. Nella variante a "Cocchiaundici", abbiamo tutte le regole della scopa e del Tuzzulicchio, l'unica differenza è che si possono prendere le carte, sia se sono uguali o la loro somma formi il totale della carta che si ha in mano, sia se quella somma formi un totale di undici, appunto, come il nome del gioco (accoppia un undici).
- Es. fante+3; 7+4; 5+6 cavallo+2 ecc...

Punti a denarile regole sono le stesse della scopa tradizionale con la differenza che la primiera non si conta ma le figure d'oro (donna, cavallo e re) valgono un punto l'una. Quindi i punti che si contano sono: Carte (1pt), denari (1pt), Settebello (1pt), donna di denari (1pt), cavallo di denari (1pt), re di denari (1pt), scopa (1pt).
Modulo sette
In questa variante il gioco deve seguire le regole dell'aritmetica modulare: tutti i valori delle carte e le loro somme vanno considerate in modulo 7, ovvero occorre ripartire da 1 ogni volta che si supera il 7. In quest'ottica il fante vale 1, il cavallo vale 2 e il re vale 3. Dato che in questo modo fare scopa è molto più semplice (ad esempio se a terra vi è un 5 e un fante è possibile fare scopa con un 6), valgono delle regole aggiuntive che richiedono l'utilizzo di una strategia più fine.
- Le scope tradizionali, valide cioè anche in un contesto classico, valgono -1, ovvero alla fine del punteggio occorrerà sottrarre un punto per ogni scopa tradizionale effettuata. Le scope cosiddette modulari varranno invece 1 punto come nel contesto classico. Un esempio di scopa tradizionale è prendere con un 4 un asso e un 3 oppure prendere con un re un 6 e un 4. Un esempio di scopa modulare è prendere con un 2 un 6 e un re.
- Fare scopa prendendo un 7 con un altro 7 costituisce l'unica eccezione alla regola precedente, per cui non si ottengono né punteggi in positivo né in negativo.
- Vale il cosiddetto "assioma della scelta" per cui se vi sono delle situazioni di ambiguità, il giocatore che tira la carta può scegliere cosa fare. Ad esempio, se per terra vi è un 7 e un 2 e si sta per tirare un cavallo è possibile sia prendere solo il 2 (in quanto il cavallo è equivalente a 2 in modulo 7) oppure prendere sia il 2 che il 7 (da notare che il 7 gioca un ruolo speciale in quanto è l'elemento neutro dell'algebra, ovvero vale zero) con il rischio di fare una scopa tradizionale e prendere quindi un punto di penalità.
- Come nel caso classico, se vi è una carta per terra uguale a quella che stiamo tirando, siamo costretti a prendere tale carta, anche se vi sono delle combinazioni la cui somma ha un valore equivalente alla carta che si sta tirando. Ad esempio, se c'è un 7 e un cavallo a terra, non è possibile fare scopa con un cavallo in quanto si è costretti a prendere il cavallo a terra, tuttavia sarà possibile fare scopa con un 2.

Scopa InversaIn questa variante cambia proprio la base del gioco della scopa, ovverosia al posto della classica somma tra le carte, si dovrà fare la sottrazione. Si possono giocare anche delle partite ibride, cioè sia con addizioni che sottrazioni.

## Strategia
La prima e più ovvia regola generale da osservare è quella di cercare, per quanto possibile, di non consentire all'avversario che segue di fare scopa, evitando di lasciare sul tavolo carte per un valore totale minore o uguale a 10; il metodo più immediato ed ovvio per ottenere tale risultato è quello di giocare carte di valore alto (fanti, cavalli e re).
Nello scopone, nella variante in cui all'inizio non vi sono carte sul tavolo, l'unico caso in cui chi gioca per primo può essere certo di non subire immediatamente una scopa dall'avversario successivo è quello in cui ha in mano quattro carte di valore uguale e ne gioca una; tuttavia questo rischio può essere ridotto giocando una carta di cui se ne hanno in mano almeno due con quel valore (la probabilità di avere in mano dieci carte diverse è estremamente bassa). Se l'avversario seguente fa comunque scopa, è buona regola che il terzo giocatore giochi una carta di valore uguale a quelle già giocate, se la possiede: due carte di quel valore infatti sono già state giocate, lui possiede la terza e, vista la dinamica del gioco, può essere praticamente certo che il proprio compagno abbia l'unica che rimane.
Nel corso del gioco, i giocatori abili ricordano (è assolutamente vietato guardare nel mazzo delle proprie carte prese e/o prendere appunti di qualsiasi tipo) quali carte sono già state giocate da chi e come (cioè rispondendo ad una sola carta, facendo una presa di più carte o non prendendo nulla) e cercano di ricordarsi e intuire quali carte possano o non possano essere in mano all'avversario. Essi possono quindi valutare se la giocata che vorrebbero fare è rischiosa o meno e, nel caso, lasciare con sicurezza sul tavolo anche un valore di 10 o minore, se sanno che in quel momento l'avversario che gioca dopo di loro non può avere una carta di valore corrispondente che gli permetta di fare scopa.
Nel gioco a coppie vi è l'uso di segnalare il possesso di una determinata carta al proprio compagno, giocando un'altra carta dello stesso valore o componendo con più carte il valore desiderato. Per esempio, se vi è un tre sul tavolo e il giocatore desidera far sapere al compagno di avere il settebello o un qualsiasi sette, può giocare un quattro. Ovviamente va tenuto conto che questi segnali sono comprensibili anche dagli avversari e possono quindi volgere a proprio sfavore.
Quando sul tavolo vi è una carta che soltanto una coppia ha ancora in mano, si usa dire che quella coppia "comanda il giro"; la suddetta carta viene denominata spesso "carta mula". Si tratta di una condizione favorevole, che va mantenuta fin quando possibile, perché i giocatori di quella coppia possono con sicurezza prendere le altre carte presenti sul tavolo, mentre gli altri non possono farlo perché subirebbero inevitabilmente una scopa.
Un'altra regola generale da seguire è quella di curare in modo particolare le carte importanti per il gioco, evitando di offrire agli avversari l'occasione di prenderle: il Settebello (e il Rebello, nel caso che anch'esso valga un punto), l'asso, il due e il tre di denari (se vale la regola della Napola) e, con minore importanza, le altre carte di denari e i sette e i sei che sono importanti per la Primiera.
Quando con una carta si prende una combinazione di altre carte e il numero di carte restanti di quel valore diventa dispari, si usa dire che quelle carte sono state sparigliate o rotte. In linea generale, sparigliare le carte è svantaggioso per chi è di mazzo, cioè per il mazziere e il suo compagno, mentre è vantaggioso per i loro avversari. Questo tuttavia non è sempre vero e dipende molto dalle circostanze del gioco.

## Nella cultura di massa

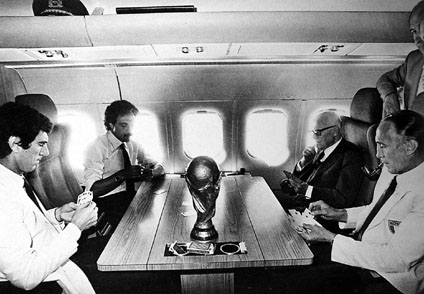
Sandro Pertini, Enzo Bearzot, Dino Zoff e Franco Causio giocano a scopa sull'aereo presidenziale.

- Negli anni ottanta diventò famosa una partita di scopone giocata tra l'allora presidente della Repubblica Sandro Pertini, l'allenatore della nazionale di calcio Enzo Bearzot e i calciatori Dino Zoff e Franco Causio. La partita, vinta dalla coppia Causio-Bearzot[17], si svolse sull'aereo presidenziale che riportava in Italia la squadra che aveva appena vinto il mondiale di calcio 1982 in Spagna.
- Nel film Amici miei - Atto IIº (1982) di Mario Monicelli è presente una scena in cui quattro dei cinque personaggi protagonisti, il medico Alfeo Sassaroli (Adolfo Celi), il conte Lello Mascetti (Ugo Tognazzi), il giornalista Giorgio Perozzi (Philippe Noiret) ed il barista Guido Necchi (Renzo Montagnani), giocano a scopone scientifico rinfacciandosi ad alta voce di barare a vicenda e vengono interrotti dal figlio di Perozzi, Luciano (Lucio Valerio Patané), che li prega di non gridare in quanto deve dormire.
- Nel film Non ci resta che piangere (1984) di Massimo Troisi e Roberto Benigni, nel quale i due protagonisti Mario e Valerio sono catapultati nel 1492, Mario (Massimo Troisi) prova a spiegare a Leonardo da Vinci (Paolo Bonacelli) il gioco della Scopa.
- Il film Lo scopone scientifico di Luigi Comencini è basato su una trama in cui le sorti economiche e sociali di una coppia di poveri romani sono legate all'andamento di un'interminabile partita dell'omonimo gioco giocata contro una ricca e anziana signora con il suo maggiordomo.[15]
- In vari racconti di Giovannino Guareschi con protagonista Don Camillo vi sono delle "omeriche" partite di scopa.